# Aire d'attraction de Châtillon-sur-Chalaronne
L'aire d'attraction de Châtillon-sur-Chalaronne est un zonage d'étude défini par l'Insee pour caractériser l’influence de la commune de Châtillon-sur-Chalaronne sur les communes environnantes..

### Carte

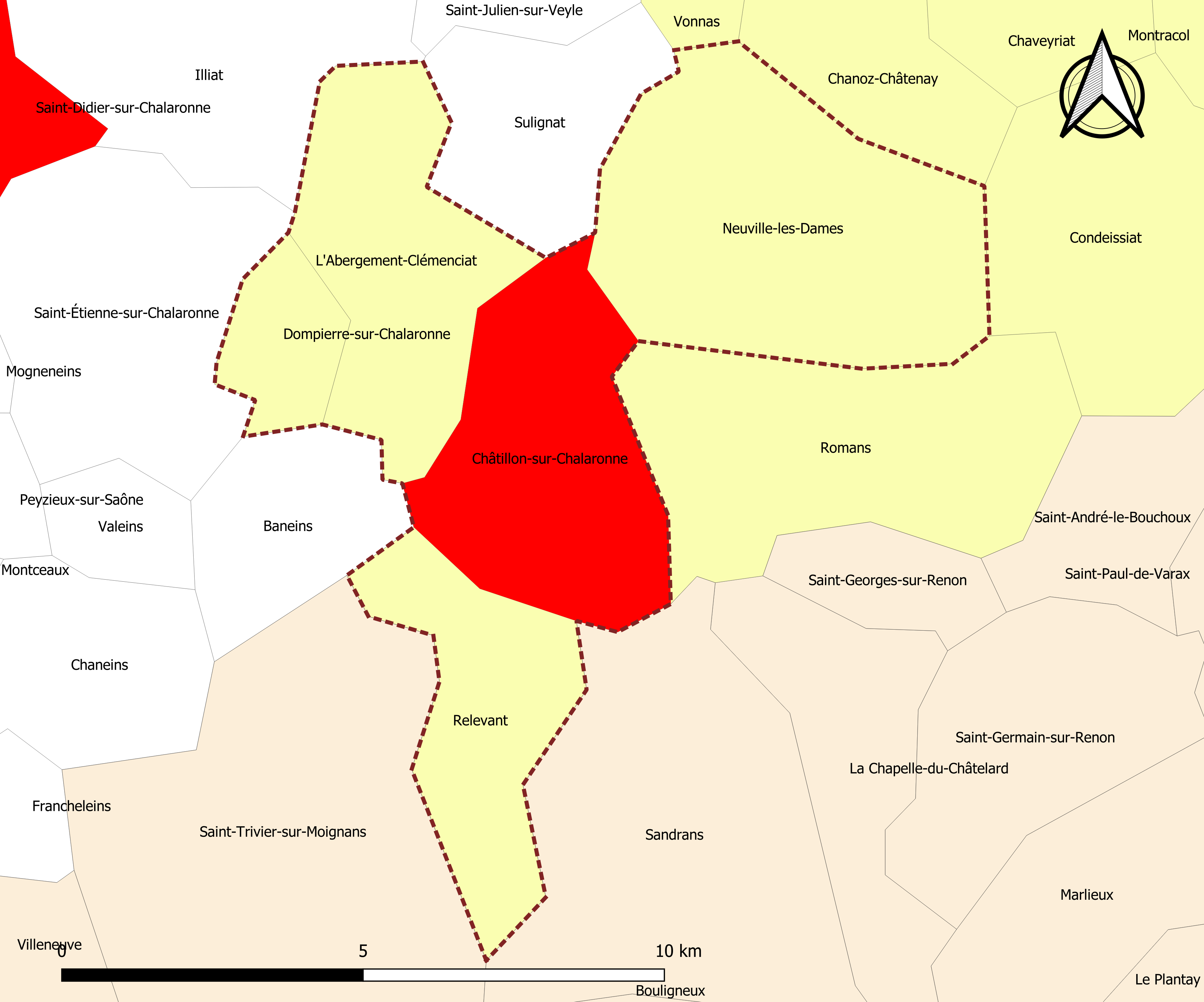
Carte de l'aire d'attraction de Châtillon-sur-Chalaronne.
Commune-centre
Commune de la couronne

## Définition
L'aire d'attraction d'une ville est composée d’un pôle, défini à partir de critères de population et d’emploi ainsi que d’une couronne constituée des communes dont au moins 15 % des actifs travaillent dans le pôle. Le pôle d’attraction constitue ainsi un point de convergence des déplacements domicile-travail,.

## Géographie
L’aire d'attraction de Châtillon-sur-Chalaronne est une aire intra-départementale qui comporte 5 communes dans l'Ain. 

### Composition communale
| Nom                                       | Code Insee | Département | Statut                 | Superficie (km2) | Population (dernière pop. légale) | Densité (hab./km2) | Modifier                                    |
| ----------------------------------------- | ---------- | ----------- | ---------------------- | ---------------- | --------------------------------- | ------------------ | ------------------------------------------- |
| Châtillon-sur-Chalaronne (commune-centre) | 01093      | Ain         | commune-centre         | 17,98            | 5 154 (2022)                      | 287                | modifier les données · modifier les données |
| L'Abergement-Clémenciat                   | 01001      | Ain         | commune de la couronne | 15,95            | 859 (2022)                        | 54                 | modifier les données · modifier les données |
| Dompierre-sur-Chalaronne                  | 01146      | Ain         | commune de la couronne | 4,78             | 453 (2022)                        | 95                 | modifier les données · modifier les données |
| Neuville-les-Dames                        | 01272      | Ain         | commune de la couronne | 26,59            | 1 540 (2022)                      | 58                 | modifier les données · modifier les données |
| Relevant                                  | 01319      | Ain         | commune de la couronne | 12,38            | 467 (2022)                        | 38                 | modifier les données · modifier les données |

## Démographie
Cette aire est catégorisée dans les aires de moins de 50 000 habitants, une catégorie qui regroupe 12,2 % au niveau national.